# ステーションQ
『ステーションQ』（ステーションキュー）は、1995年10月2日から2013年3月29日まで琉球朝日放送が放送していた沖縄県向けのローカルニュース番組である。

## 概要
開局翌日にスタートしたQAB夕方のローカルニュース第1号である。初回では、当時のキャスター陣が当日夜に放送の『ニュースステーション』にも出演していた。テレビ朝日発の夕方ニュースが『ステーションEYE』から『スーパーJチャンネル』へ移行した後も、タイトルを変えずに放送され続けていた。
開始当初から2009年9月までは実質的に沖縄本島と奄美群島、慶良間列島、粟国・渡名喜島、久米島しか中継局がなかったが、2009年10月の先島諸島（宮古島・石垣島）と2011年7月の大東諸島（大東諸島は他民放・NHKも含めての中継局新設）への中継局開局が実現した際、当番組の公開生放送が那覇市の本社スタジオとを結んで行われた。
番組は2013年3月29日放送分をもって終了し、17年半の歴史に幕を下ろした。後継番組は『Qプラス』で、こちらは「ウェザーQプラス」と「ニュースQプラス」の2本立てコンプレックス形式で展開していた。

## 放送時間
いずれも日本標準時。
- 月曜 - 金曜 18:30 - 19:00 （1995年10月2日 - 2005年4月1日）[1]
- 月曜 - 金曜 18:28 - 18:55 （2005年4月4日 - 2012年3月9日）[2]
- 月曜 - 金曜 18:15 - 18:55 （2012年3月12日 - 2012年12月28日） - それまで直前の時間帯に放送されていた『スーパーJチャンネル九州・沖縄』を18:19 - 18:29に内包。
- 月曜 - 金曜 18:25 - 19:00 （2013年1月7日 - 2013年3月29日） - 『スーパーJチャンネル九州・沖縄』を分離して再度単独番組化。

## キャスター
いずれもQABアナウンサー（後に離職した人物も含む）。
- 三上智恵[1]
- 池原あかね[1]
- 宮城さつき[1]
- 比嘉鈴代[2]
- 棚原勝也[2]
- 上原典子[2]
- 河合麗子
- 草柳悟堂

## タイトルロゴ
- 初代（1995年10月2日 - 2006年10月31日） - 「ステーション」は「ステーションEYE」を、「Q」は「QAB」をそれぞれ流用。
- 2代目（2006年11月1日 - 2011年7月22日） - 「ステQ」と「STATION」を組み合わせたオリジナルロゴ。
- 3代目（2011年7月25日 - 2013年3月29日） - 「ステーションQ」表記に戻る。